# 白瀬南極探検隊記念館

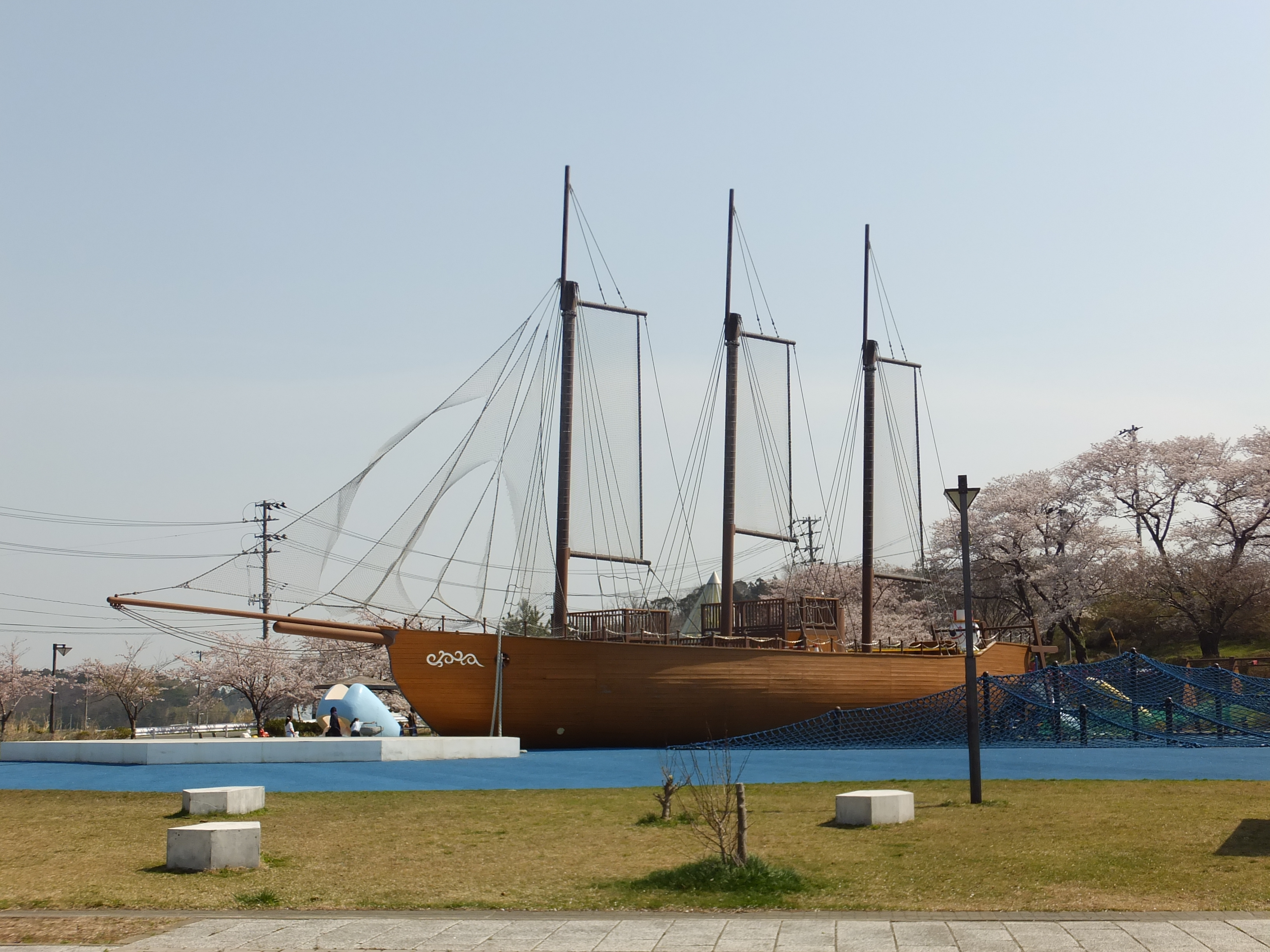
記念館前の「南極公園」

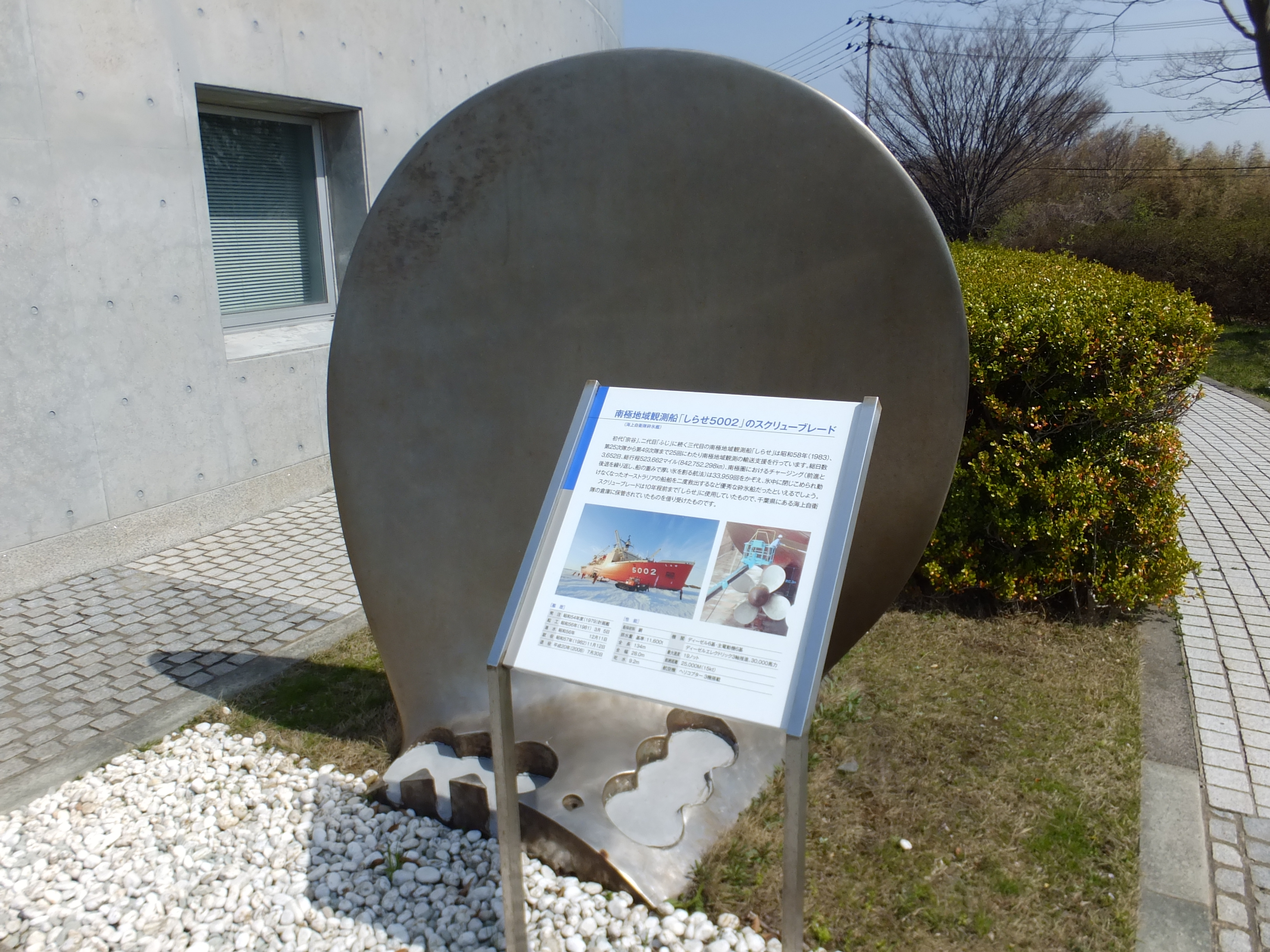
記念館前にて展示されている、砕氷艦「しらせ (初代)」のスクリュープロペラのブレード（羽根）

白瀬南極探検隊記念館（しらせなんきょくたんけんたいきねんかん、The Shirase Antaractic Expedition Memorial Museum）は、秋田県にかほ市にある市立の科学館・記念館である。
当地出身の探検家であり、日本人で初めて南極探検に挑んだ陸軍中尉白瀬矗（しらせ のぶ）の業績を記念するため、1990年（平成2年）に旧金浦町に開館した。

## 概要
建築家である黒川紀章の設計による施設は、円錐型の「オーロラドーム」を中心に打ちっぱなしコンクリートで作られた展示室がドーナツ状に取り囲む構成となっている。このオーロラドームでは、オーロラの実写映像や南極大陸が形成されるまでを描いたCG映像が上映される。
展示室内は、白瀬矗の業績をはじめとする南極探検史の展示が中心であり、白瀬隊が南極探検で使用した資料のほか、当時ノルウェーのアムンセン、イギリスのスコット隊が繰り広げた南極点到達レースの探検記録、また、1968年（昭和43年）に日本の第9次観測隊が南極点に到達した際に使用した雪上車などが展示されている。この雪上車「KD605」は2014年（平成26年）7月に日本機械学会によって機械遺産に認定された。
館の周辺は「南極公園」として整備されており、白瀬が南極探検に用いた船「開南丸」の実物大の遊具などがある。

## 入館料・開館時間等
- 開館時間 
  - 9:00 - 17:00（3月 - 10月）
  - ※入館は16:30まで
- 休館日
  - 毎週月曜日（祝日に当たる場合はその翌日）
  - 12月29日から翌年の1月3日まで
  - ※市内小中学校の長期休暇中は月曜日も開館
- 入館料
  - 大人（高校生以上）300円
  - 子供（小中学生以下）200円
  - JAF会員証提示で100円割引
  - 身体障害者手帳提示で無料
  - 市内小中学生は無料

## アクセス
- 鉄道：JR羽越本線金浦駅下車、徒歩約20分。